# مایک مک‌لئود
مایک مک‌لئود (انگلیسی: Michael McLeod؛ زادهٔ ۳ فوریهٔ ۱۹۹۸) بازیکن هاکی روی یخ اهل کانادا است.